# Balthazár Lajos
Balthazár Lajos (Budapest, 1921. június 30. – Budapest, 1995. február 1.) olimpiai és világbajnoki ezüstérmes magyar vívó, sportvezető.

## Sportpályafutása
1936-tól a Postás SE, 1943-tól a MAFC, 1949-től a Budapesti Lokomotív, 1955-től a Budapesti Törekvés, majd 1957-től a BVSC vívója volt. Tőr- és párbajtőrvívásban egyaránt versenyzett, de nemzetközileg is jelentős eredményeit párbajtőrben érte el. 1948-tól 1960-ig szerepelt a magyar válogatottban. Részt vett az 1948. évi és az 1952. évi és az 1956. évi nyári olimpiai játékokon. 1956-ban tagja volt az olimpiai ezüstérmet nyert magyar párbajtőrcsapatnak. Egyéniben a legjobb eredménye az 1956-os 4. helyezés volt. Az aktív sportolást 1961-ben fejezte be.
1943-ban a Pázmány Péter Tudományegyetemen államtudományi oklevelet szerzett. 1949-től nyugdíjba vonulásáig a MÁV tisztviselőjeként dolgozott. 1964-től 1983-ig a Nemzetközi Vívószövetség (FIE) tagja volt, és nemzetközi versenybíróként is tevékenykedett. 1983-ban a szövetség örökös tiszteletbeli tagjává választották.

### Sporteredményei

#### Párbajtőrvívásban
- - olimpiai 2. helyezett:
    - 1956, Melbourne: csapat (Berzsenyi Barnabás, Marosi József, Nagy Ambrus, Rerrich Béla, Sákovics József)

  - olimpiai 4. helyezett:
    - 1956, Melbourne: egyéni

  - kétszeres olimpiai 5. helyezett:
    - 1948, London: csapat (Bay Béla, Dunay Pál, Hennyei Imre, Mikla Béla, Rerrich Béla)
    - 1952, Helsinki: csapat (Berzsenyi Barnabás, Hennyei Imre, Rerrich Béla, Sákovics József)

  - kétszeres világbajnoki 2. helyezett:
    - 1957, Párizs: csapat (Bárány Árpád, Berzsenyi Barnabás, Czvikovszky Ferenc, Gábor Tamás, Kausz István)
    - 1958, Philadelphia: csapat (Bárány Árpád, Berzsenyi Barnabás, Gábor Tamás, Kausz István)

  - világbajnoki 3. helyezett:
    - 1955, Róma: csapat (Berzsenyi Barnabás, Marosi József, Nagy Ambrus, Rerrich Béla, Sákovics József)

  - világbajnoki 4. helyezett:
    - 1955, Róma: egyéni

  - főiskolai világbajnok
    - 1949, Budapest: egyéni

  - főiskolai világbajnoki 2. helyezett:
    - 1949, Budapest: csapat (Sákovics József, Székely Tibor, Vajda Emil)

#### Tőrvívásban
- - főiskolai világbajnoki 2. helyezett:
    - 1949, Budapest: csapat (Márkus László, Sákovics József, Tilli Endre)

## Díjai, elismerései
- Magyar Köztársasági Sportérdemérem ezüst fokozat (1949)[1]